# 남산초등학교 (홍천군)
남산초등학교는 대한민국 강원특별자치도 홍천군에 있는 공립 초등학교이다.

## 학교 연혁
- 1971년 9월 18일: 남산국민학교로 개교
- 1981년 3월 8일: 병설유치원 개원
- 1996년 3월 1일: 남산초등학교로 개칭
- 2015년 2월 13일: 남산초등학교 제43회 졸업식(총 5,785명)

## 참고 자료
- 남산초등학교 - 한국교육학술정보원 학교알리미